# 馬尼拉 (阿拉巴馬州)
馬尼拉（英語：Manila）是一個位於美國阿拉巴馬州達拉斯縣的非建制地區。該地的面積和人口皆未知。

## 地理
馬尼拉的座標為32°26′54″N 86°55′16″W / 32.44833°N 86.92111°W，而該地最高點為海拔高度52米（即171英尺）。